# ويليام ألفرد بكنغهام
ويليام ألفرد بكنغهام (بالإنجليزية: William Alfred Buckingham)‏ هو سياسي أمريكي، ولد في 28 مايو 1804 في لبانون في الولايات المتحدة، وتوفي في 5 فبراير 1875 في نورويتش في الولايات المتحدة. نشط حزبياً في الحزب الجمهوري. وقد انتخب حاكم كونيتيكت ‏ وانتخب عضو مجلس الشيوخ الأمريكي.